# Röstånga landsfiskalsdistrikt
Röstånga landsfiskalsdistrikt var 1918–1964 ett landsfiskalsdistrikt i Malmöhus län, bildat när Sveriges indelning i landsfiskalsdistrikt trädde i kraft den 1 januari 1918, enligt beslut den 7 september 1917. Den 1 januari 1965 avskaffades i Sverige samtliga landsfiskaler och landsfiskalsdistrikt, och deras arbetsuppgifter delades upp på de nyskapade indelningarna polisdistrikt, åklagardistrikt och kronofogdedistrikt.
Landsfiskalsdistriktet låg under länsstyrelsen i Malmöhus län.

## Ingående områden
Den 1 januari 1937 överfördes den del av Stehags landskommun från Harjagers härad till Onsjö härad. När Sveriges nya indelning i landsfiskalsdistrikt trädde i kraft den 1 oktober 1941 (enligt kungörelsen den 28 juni 1941) tillfördes kommunerna Reslöv, Trollenäs, Västra Strö och Östra Karaby från Eslövs landsfiskalsdistrikt. När Sveriges nya indelning i landsfiskalsdistrikt trädde i kraft den 1 januari 1952 (enligt kungörelsen 1 juni 1951) ändrades distriktets indelning dels genom kommunreformen 1952, dels genom införlivande av områden från närliggande distrikt.

### Från 1918
Harjagers härad:
- Del av Stehags landskommun: Den del av kommunen som låg i Harjagers härad.[2]

Onsjö härad:
- Del av Stehags landskommun: Den del av kommunen som låg i Onsjö härad.[2]
- Asks landskommun
- Billinge landskommun
- Bosarps landskommun
- Hallaröds landskommun
- Konga landskommun
- Röstånga landskommun
- Torrlösa landskommun

### Från 1937
Onsjö härad:
- Stehags landskommun
- Asks landskommun
- Billinge landskommun
- Bosarps landskommun
- Hallaröds landskommun
- Konga landskommun
- Röstånga landskommun
- Torrlösa landskommun

### Från 1 oktober 1941
Onsjö härad:
- Stehags landskommun
- Asks landskommun
- Billinge landskommun
- Bosarps landskommun
- Hallaröds landskommun
- Konga landskommun
- Reslövs landskommun
- Röstånga landskommun
- Torrlösa landskommun
- Trollenäs landskommun
- Västra Strö landskommun
- Östra Karaby landskommun

### Från 1 januari 1952
- Bosarps landskommun
- Marieholms landskommun
- Röstånga landskommun